# Bergün/Bravuogn
Bergün/Bravuogn (německy Bergün, rétorománsky Bravuogn) je bývalá samostatná obec ve švýcarském kantonu Graubünden, okresu Albula. Nachází se v údolí řeky Albula, asi 30 kilometrů jihovýchodně od kantonálního hlavního města Churu a 16 kilometrů severozápadně od Svatého Mořice, v nadmořské výšce 1 367 metrů a má přibližně 500 obyvatel.
K 1. lednu 2018 se Bergün sloučil se sousední obcí Filisur do nové politické obce Bergün Filisur.

## Historie

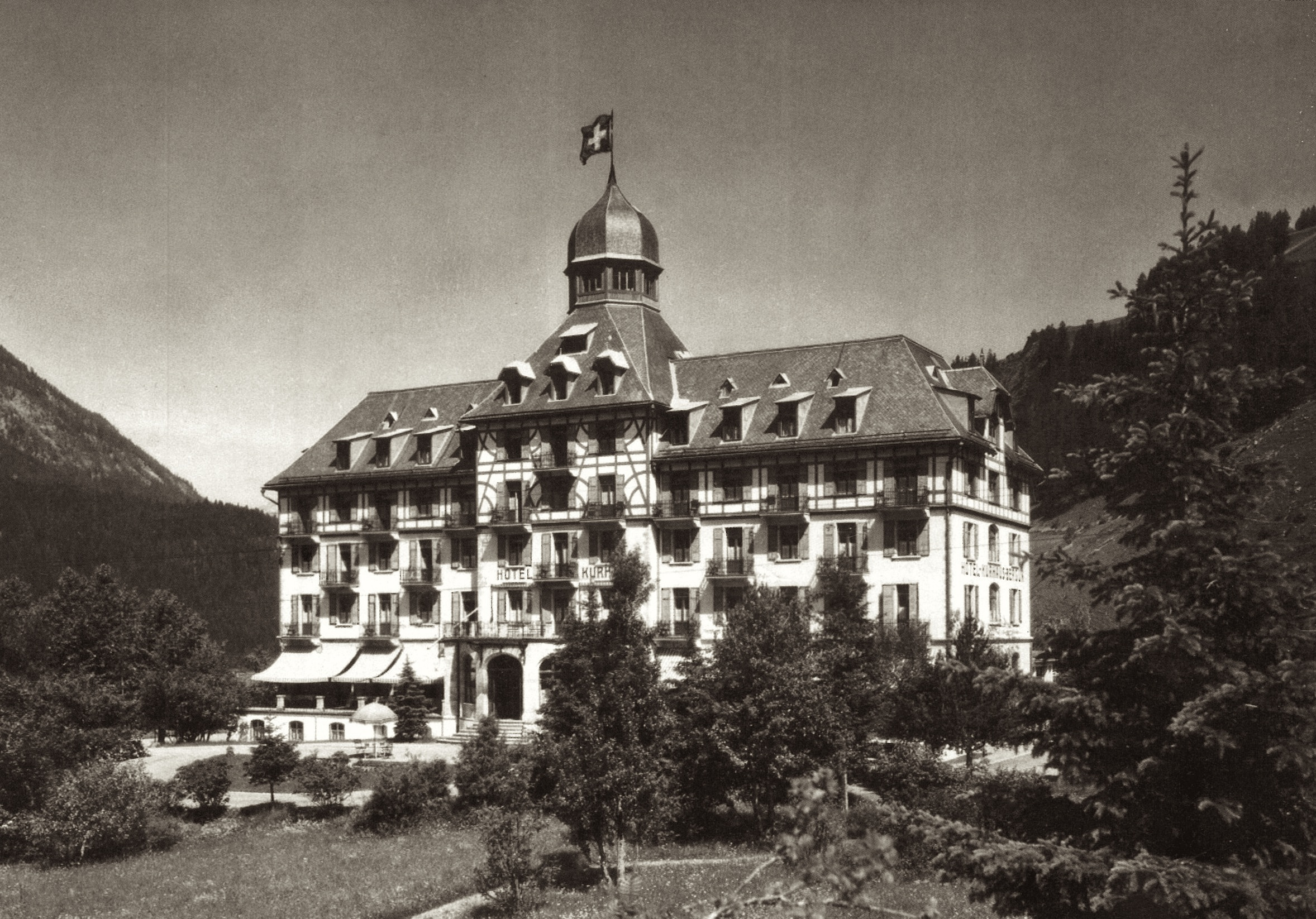
Kurhaus Bergün na historickém snímku

Ve 12. století se kolem hradu Greifenstein v obci Filisur vytvořilo malé panství, které se v roce 1394 dostalo do majetku biskupa z Churu. Latsch je v listinách zmiňován v roce 1154, Bergün v roce 1209 a Stuls v roce 1270. V roce 1537 se Bergünu podařilo vykoupit z biskupských práv a získat tak plnou suverenitu v rámci konfederace řeholních domů. V letech 1577/1590 se obec připojila k reformaci. Ke dvoru Bergün patřily také vesnice Filisur, Latsch a Stuls.
Kromě chovu dobytka se vesnice živila dopravou přes průsmyk Albula a těžbou. Za použití trhavin – v té době poprvé při výstavbě silnic v Graubündenu – byla v roce 1696 postavena nová silnice přes Bergünerstein. Těžba a tavba železné rudy (hematitu) v zadních údolích Val Tisch a Val Plazbi zažila svůj poslední rozkvět kolem roku 1840 a poté kvůli vyčerpání ložiska zcela zanikla.
Když byla v roce 1903 otevřena Albulská dráha, očekávali obyvatelé Bergünu rozmach turistického ruchu, který by obec pozvedl na úroveň letovisek Svatý Mořic a Pontresina v Horním Engadinu. Svědkem těchto nadějí je budova Kurhaus Bergün, postavená v letech 1905–1906. Skutečnost, že se obec musela s těmito plány rozloučit během první světové války, je dnes považována za šťastnou náhodu, protože umožnila obci zachovat její historický urbanismus v nezměněné podobě.
Latsch a Stuls, které se v roce 1851 staly samostatnými politickými obcemi, se v letech 1912, resp. 1921 spojily s Bergünem.
V roce 2014 probíhala jednání o sloučení s obcí Filisur a vytvoření obce Bergün Filisur. Sloučení bylo v obou obcích schváleno roku 2017 a nová obec vznikla k 1. lednu 2018.

## Geografie

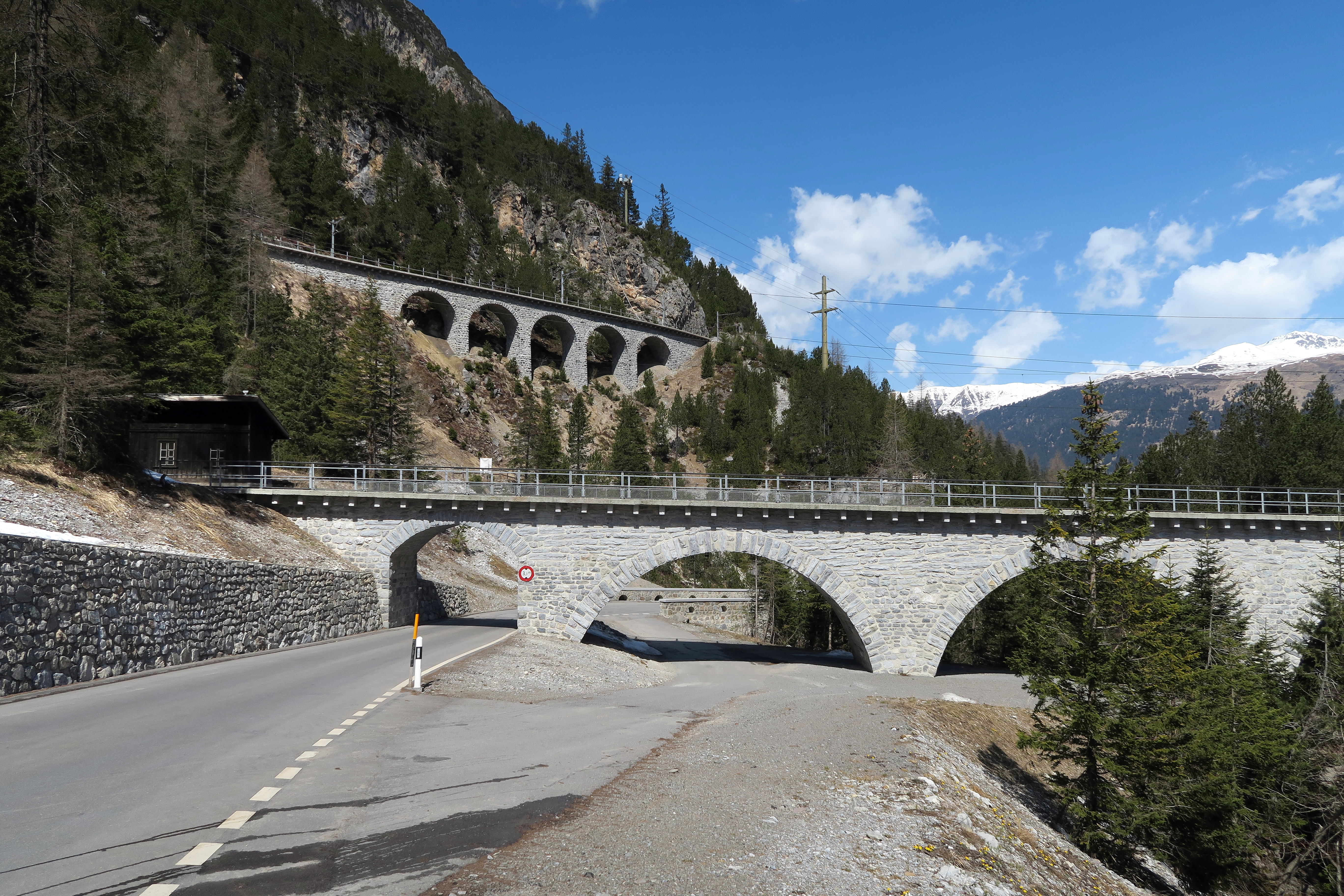
Úsek mezi stanicemi Bergün a Preda na Albulské dráze je jedním z nejpůsobivějších ve Švýcarsku

Obec se rozkládá na celém horním toku řeky Albula a jejích bočních údolích. Albula pramení v několika pramenech pod průsmykem Albula a na západě v sousedním údolí Fuorcla Crap Alv. Nad nápadným údolním stupněm tvoří Lai da Palpuogna, pod ním je kotlina Preda, do níž se zleva vlévá Val Mulix a zprava Val Zavretta. Řeka zaříznutá hluboko do skal pod Predou donutila stavitele železnice vybudovat slavnou trať s několika viadukty a šikmými tunely. Pod touto roklí, u jejíhož východu se boční údolí Val Tisch spojuje s hlavním údolím, leží v široké kotlině v nadmořské výšce 1 367 m centrální obec Bergün. Zde se zprava připojuje údolí Val Tuors, které je celkem dlouhé asi 10 kilometrů a vzniká ze tří pramenných údolí Val Plazbi, Val da Ravais-ch a Val Salect. Těsně pod obcí se nachází klíčový úsek silnice Albula, který se těsně přimyká k téměř kolmé skále v pohoří Bergünerstein (Crap da Bravuogn). Ve výšce 1 111 m, nejnižším bodě bývalé samostatné obce, se do Albuly zprava vlévá v soutěsce řeka Ava da Stugl. Odvodňuje přibližně 8 kilometrů dlouhé údolí Val da Stugl, oblast s rozsáhlými vysokohorskými pastvinami. Řeka Tuorsbach protéká Bergünem z jihu.

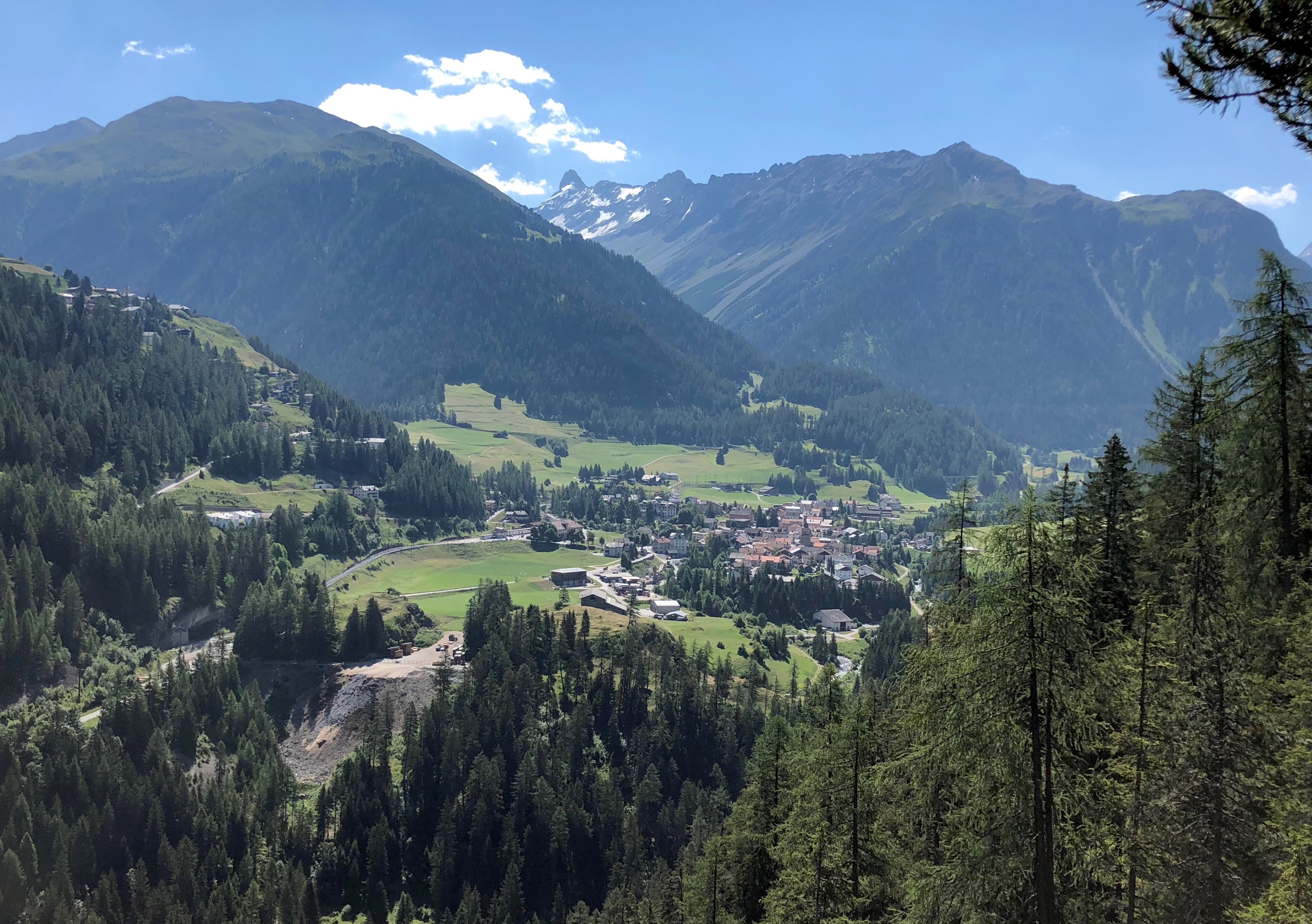
Bergün s okolními vrchy

Obec je obklopena třítisícovými vrcholy. Západní hranice obce se táhne od Chavagl Grond (2442 m) přes Piz Spadlatscha (2871 m) k dominantnímu Piz Ela (3339 m) a dále na jih přes vrcholy Piz Val Lunga (3078 m), Piz Salteras (3111 m), Piz Bleis Marscha (3128 m) k Piz Laviner (3137 m). Následná jižní hranice směrem k Engadinu vede přes Piz Bial (3061 m), La Piramida (2964 m) a dva vrcholy Dschimelu (2777 m a 2782 m) k Piz da las Blais (2930 m); toto pohoří přerušuje pouze průsmyk Fuorcla Crap Alv.
Na širokém, plochém průsmyku Albula je hranice katastru obce vymezena lokalitou Cruschetta asi 1 kilometr západně od vrcholu průsmyku, dále k severovýchodu přes Igl Compass (3016 m), Piz Üertsch (3267 m) a Piz Blaisun (3200 m) na Piz Kesch, který je s 3418 m nejvyšším bodem obce. Na severu následuje rozmanitá vysokohorská krajina. Pohoří s vrcholy Piz Forun (3052 m) a Piz Murtelet (3019 m) je obklopeno vysokými údolími; průsmyky Fuorcla da Funtauna a Fuorcla Ravais-ch vedou do Engadinu a Davosu.
K obci patří kromě hlavní obce také místní části Latsch (1 588 m) a Stugl/Stuls (1 551 m) na pravém svahu údolí, Preda (1 789 m) u severního portálu tunelu Albula, která je od výstavby železnice kolem roku 1900 celoročně obydlená pouze v horských salaších Chants, Punts d' Alp, Tours d' Avant ve Val Tuors, Runsolas ve Val da Stugl, Sagliaz na Piz Darlux a Naz v horní části údolí Albula. V obci, v bezprostřední blízkosti pramene řeky Albula, se v nadmořské výšce 2026 m n. m. nacházejí také budovy Crap Alv (německy Weissenstein), které byly dříve ubytovnou pro muletáře v průsmyku Albula a až do roku 1903, kdy začala fungovat železnice Albula, stanicí pro výměnu dostavníkových koní. Od 60. let 20. století patří Alp Weissenstein k ETH v Curychu. Univerzita zde provozuje vysokohorskou výzkumnou stanici, která se zabývá především chovem hospodářských zvířat, jako jsou krávy, ovce, kozy a koně. Pro pastvu zvířat mají výzkumníci k dispozici vlastní pastviny a alpy, například Alp Zavretta, a moderní stáje.
V roce 1997 bylo 21,4 % rozlohy obce využíváno pro zemědělství, 20,4 % zaujímaly lesy a 0,8 % zastavěná plocha. Neproduktivní plocha činila 57,5 %.
Sousedními obcemi byly Filisur, Davos, S-chanf, Zuoz (exkláva), La Punt Chamues-ch, Samedan, Bever (exkláva) a Surses.

## Obyvatelstvo

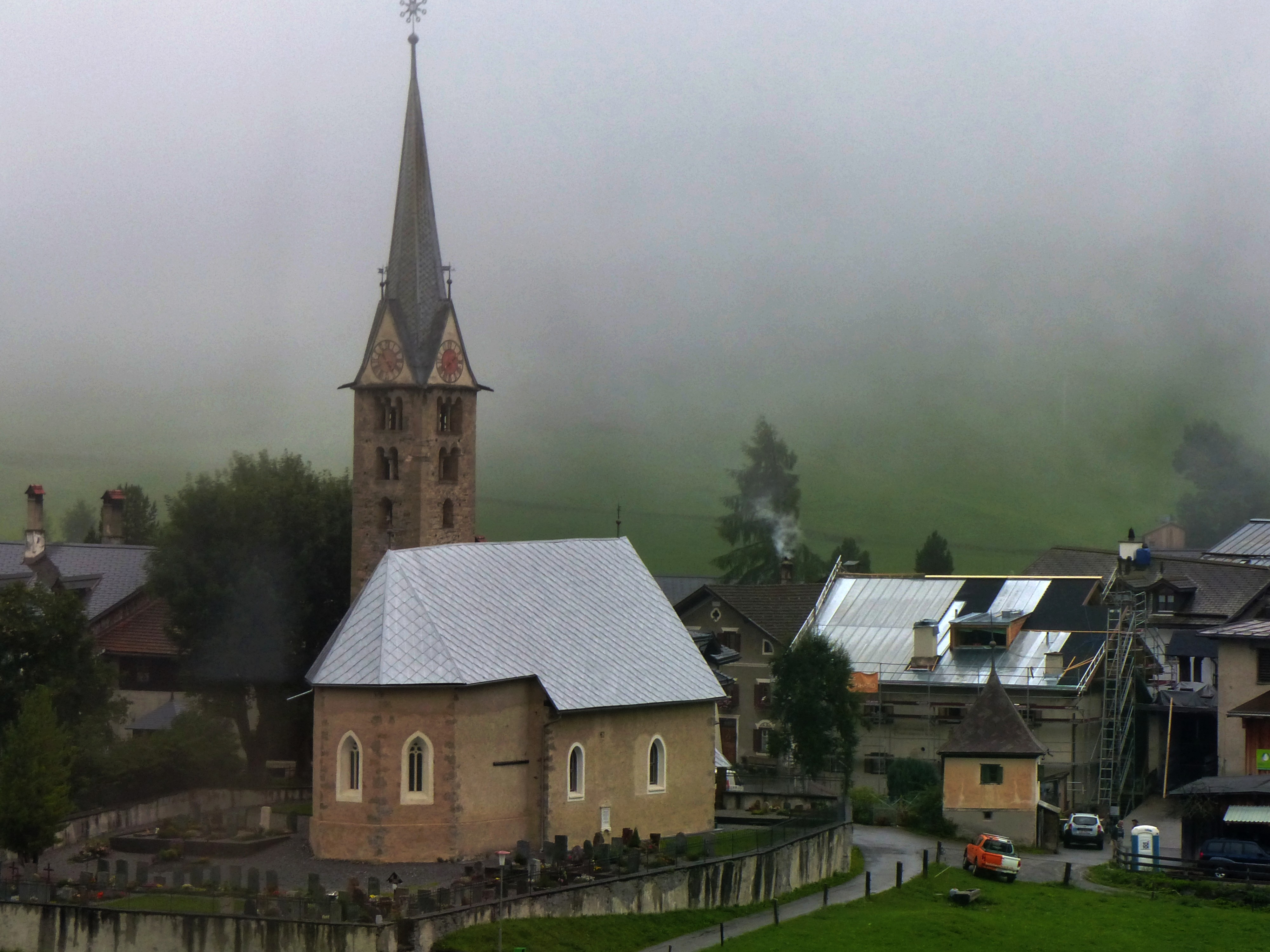
Reformovaný kostel v Bergünu

| Vývoj počtu obyvatel | Vývoj počtu obyvatel | Vývoj počtu obyvatel | Vývoj počtu obyvatel     | Vývoj počtu obyvatel | Vývoj počtu obyvatel | Vývoj počtu obyvatel | Vývoj počtu obyvatel | Vývoj počtu obyvatel | Vývoj počtu obyvatel | Vývoj počtu obyvatel | Vývoj počtu obyvatel | Vývoj počtu obyvatel | Vývoj počtu obyvatel | Vývoj počtu obyvatel | Vývoj počtu obyvatel | Vývoj počtu obyvatel |
| -------------------- | -------------------- | -------------------- | ------------------------ | -------------------- | -------------------- | -------------------- | -------------------- | -------------------- | -------------------- | -------------------- | -------------------- | -------------------- | -------------------- | -------------------- | -------------------- | -------------------- |
| Rok                  | 1571                 | 1803                 | 1850                     | 1888                 | 1900                 | 1910                 | 1950                 | 1970                 | 1980                 | 1990                 | 2000                 | 2005                 | 2010                 | 2012                 | 2014                 | 2016                 |
| Počet obyvatel       | 542                  | 495                  | 637 (s Latsch und Stuls) | 625                  | 1 537                | 715                  | 608                  | 451                  | 459                  | 480                  | 520                  | 505                  | 487                  | 449                  | 457                  | 503                  |

V tabulkových údajích je třeba uvést, že v roce 1900 byli započítáni i ti, kteří pracovali na stavbě Albulské dráhy, i když v Bergünu pobývali jen dočasně. Počet obyvatel se vztahuje k dnešním hranicím obcí. Proto jsou do něj zahrnuty i obce Latsch a Stugl (Stuls), které byly připojeny kolem první světové války (celkem asi 80 až 100 obyvatel).

### Jazyky
Jak i název obce napovídá, Bergün/Bravuogn je jednou z jazykově smíšených obcí kantonu Graubünden. Při sčítání lidu v roce 2000 se zde mluvilo hlavně německy 83,9 %, rétorománsky 10,6 % a italsky 3,1 %. Bergünští Rétorománi mluví vlastním dialektem Bargunsegner, který se blíží hornoengadinskému dialektu Putér. Tento dialekt byl hovorovým jazykem obyvatel až do 19. století (v roce 1880: 80,4 %). Krátce poté však začal silný proces eroze mezi mluvčími rétorománštiny (57,62 % v roce 1910). Situace se pak stabilizovala až do druhé světové války (53,6 % mluvčích rétorománštiny v roce 1941). Následně začala rétorománština pomalu upadat až do roku 1980; od té doby se tento proces zrychlil. Situaci v posledních dekádách popisuje následující tabulka:
| Jazyky v Bergünu |                   |                   |                   |                   |                   |                   |
| Jazyk            | Sčítání lidu 1980 | Sčítání lidu 1980 | Sčítání lidu 1990 | Sčítání lidu 1990 | Sčítání lidu 2000 | Sčítání lidu 2000 |
| Jazyk            | Počet             | Podíl             | Počet             | Podíl             | Počet             | Podíl             |
| Němčina          | 251               | 54,68 %           | 350               | 72,92 %           | 436               | 83,85 %           |
| Rétorománština   | 158               | 34,42 %           | 101               | 21,04 %           | 55                | 10,58 %           |
| Italština        | 40                | 8,71 %            | 21                | 4,38 %            | 16                | 3,08 %            |
| Počet obyvatel   | 459               | 100 %             | 480               | 100 %             | 520               | 100 %             |

### Národnostní složení
Z 505 obyvatel na konci roku 2005 bylo 444 (88 %) švýcarských státních příslušníků.